# Pure Evil
Pure Evil (englisch Pures Böses) ist das zweite Studioalbum der englischen Rockband Puppy. Das Album wurde am 6. Mai 2022 über Rude Records veröffentlicht.

## Entstehung
Wegen der COVID-19-Pandemie konnte die Band nach der Veröffentlichung ihrer EP iii kaum Konzerte spielen. Darum haben sich die Musiker im Jahre 2020 vorgenommen, dass „beste Album zu schreiben, dass die Welt je gehört hat“. Für die im Juli 2021 erschienene erste Single des Albums Angel setzte sich die Band das Ziel, die Kraft von Liedern wie November Rain (Guns n’ Roses), Purple Rain (Prince) und Can You Stand the Rain (New Edition) „tausendfach zu kombinieren“. Die zweite Single The Kiss stammte noch aus dem Sessions für das Debütalbum The Goat.
Die Band übernahm zwischenzeitlich das ehemalige Tonstudio Sound Savers in Hackney, welches sie als Proberaum nutzten und bauten darin ihr eigenes Studio auf. Dort nahmen die Musiker in Eigenregie das neue Album auf., wobei das Schlagzeug mit Rory Attwell aufgenommen wurde. Cody Brown übernahm das Abmischen. Das Albumcover zeigt das Modell einer Burg, die von den Musikern selbst gebastelt wurde.
Über den Albumtitel sagte Sänger Jack Norton, dass er und seine beiden Bandkollegen es mochten, wie „dumm“ der Titel klingt. Allerdings würde der Gegensatz der beiden Wörter „gut nachhallen“. Es fühle sich wie ein netter Weg an um etwas über die Band und ihren Ethos zu sagen, während man gleichzeitig in der Lage ist, den Titel als dumm zu bezeichnen. Gleichzeitig wäre der Titel eine Erinnerung an die „elternbelästigenden im Heavy Metal während der Präsidentschaft von Ronald Reagan“ und wie „freudig-rüpelhaft diese Attitüde“ war.

## Titelliste
1. Shining Star – 1:27
2. The Kiss – 3:24
3. My Offer – 2:13
4. Wasted Little Heart – 3:18
5. Hear My Word – 1:52
6. Spellbound – 3:28
7. Dear John – 2:04
8. And Watched It Glow – 2:55
9. Holy Water – 2:27
10. Sacrifice – 3:29
11. Angel – 2:35
12. Shame – 3:11
13. Glacial – 2:59

## Rezeption
Ralf Hoff vom Onlinemagazin Plattentests.de schrieb, dass die Band Beton-Gitarren, lässige Leichtigkeit und beeindruckende Spezialexpertise aus ihren Genres so schlüssig zusammenbringen, als wenn die Band schon bei deren Geburt dabei gewesen wäre. Puppy hätten irgendwie das bessere Van Weezer aufgenommen, wofür Hoff sieben von zehn Punkte vergab.